# Endococcus thalamita
Endococcus thalamita är en lavart som beskrevs av Nyl. ex Cromb. 1877. Endococcus thalamita ingår i släktet Endococcus, klassen Dothideomycetes, divisionen sporsäcksvampar och riket svampar.   Inga underarter finns listade i Catalogue of Life.